# Aeropuerto de Miskolc
El Aeropuerto de Miskolc (IATA: MCQ, OACI: LHMC) es un pequeño aeropuerto sin asfaltar en Miskolc, Hungría. Hoy en día opera como instalación deportiva (planeadores, paracaidismo, fotografía aérea, ...), pero contó con vuelos regulares domésticos entre 1946 y 1967. 